# L'uomo di lettere difeso ed emendato
L'uomo di lettere difeso ed emendato, è un'opera letteraria di Daniello Bartoli pubblicata nel 1645.
Il libro è un trattato in due parti sull'"uomo di lettere", frutto di vent'anni di esperienza letteraria di Bartoli dal suo ingresso nel 1623 nella Compagnia di Gesù come brillante studente, alla carriera di affermato insegnante di retorica e celebrato predicatore. Il successo dell'opera, che fu tradotta in inglese, tedesco, francese, spagnolo, latino e olandese, permise a Bartoli di ottenere l'incarico di storiografo ufficiale della Compagnia di Gesù a Roma.

## Descrizione
«Con ogni probabilità il Bartoli volle riunire nel suo scritto almeno due vistose componenti trattatistiche. Da una parte disegnare il profilo idealizzato dello scrittore contemporaneo, ritratto sugli sfondi della società secentesca. Dall’altra correlargli anche una precettistica sulla tecnica della scrittura, cosi che l’opuscolo unisse in un sol tratto i temi dell’éthos e dell’ars usualmente suddivisi tra filosofia morale e retorica, come si deduce dalle opere coeve di Baltasar Gracián (Oràculo manual y arte de prudencia, 1647 e Agudeza y arte de ingenio, 1648) ed Emanuele Tesauro (Cannocchiale aristotelico, ossia idea dell’arguta e ingegnosa elocuzione, 1654 e Filosofia morale, 1671), che forse il Bartoli riuscì a leggere al tempo della redazione definitiva dell’Uomo di lettere inserita nel volume delle sue opere «morali» del 1684.»
La prima parte dell'opera indica l'alto ideale di vita cui l'uomo di lettere deve aspirare. Anche nel bel mezzo delle vicissitudini della vita umana, la saggezza porta felicità. Al contrario, l'ignoranza porta tristezza, anche nel cuore della prosperità. La seconda parte illustra, con descrizioni pittoresche, i comportamenti dai quali un vero uomo di lettere deve tenersi lontano: la lussuria, la calunnia, la superbia, la codardia, l'incoscienza, l'ambizione, l'avidità, ecc. Distaccandosi dal tradizionale genere barocco, l'autore privilegia un'eloquenza più diretta ed energica e mette in guardia contro i preziosismi stilistici così di moda all'epoca.

## Storia
Quando appare nel 1645, il libro è un successo immediato. Il «libruccio», secondo la modesta definizione dell'autore, è in realtà un'agguerrita opera di innegabile splendore formale, che rivela nel Bartoli uno scrittore di vaglia. Le edizioni regionali italiane (a volte non autorizzate) andarono immediatamente fuori stampa: un'edizione fiorentina non autorizzata (1645) dedicata a Salvator Rosa fu immediatamente seguita da un'edizione bolognese (1646) dedicata a Virgilio Malvezzi. Il libro fu subito al centro dei dibattiti letterari. Nei successivi trent'anni e oltre, ne furono realizzate una trentina di ristampe per una dozzina di editori diversi, specialmente nella Repubblica di Venezia. L'influenza dell'opera di Bartoli si estese ben oltre la penisola italiana. Nel 1651, quando cominciò a prendere seriamente in considerazione l'ipotesi di convertirsi al cattolicesimo, Cristina, la regina di Svezia, chiese espressamente che una copia del libro di Bartoli le venisse inviata a Stoccolma. La diffusione internazionale del libro contribuì a forgiare la reputazione dei gesuiti come maître à penser dell'età barocca. Dopo la morte di Bartoli continuano ad apparire edizioni e traduzioni dell'opera, soprattutto nel diciottesimo secolo.

## Traduzioni

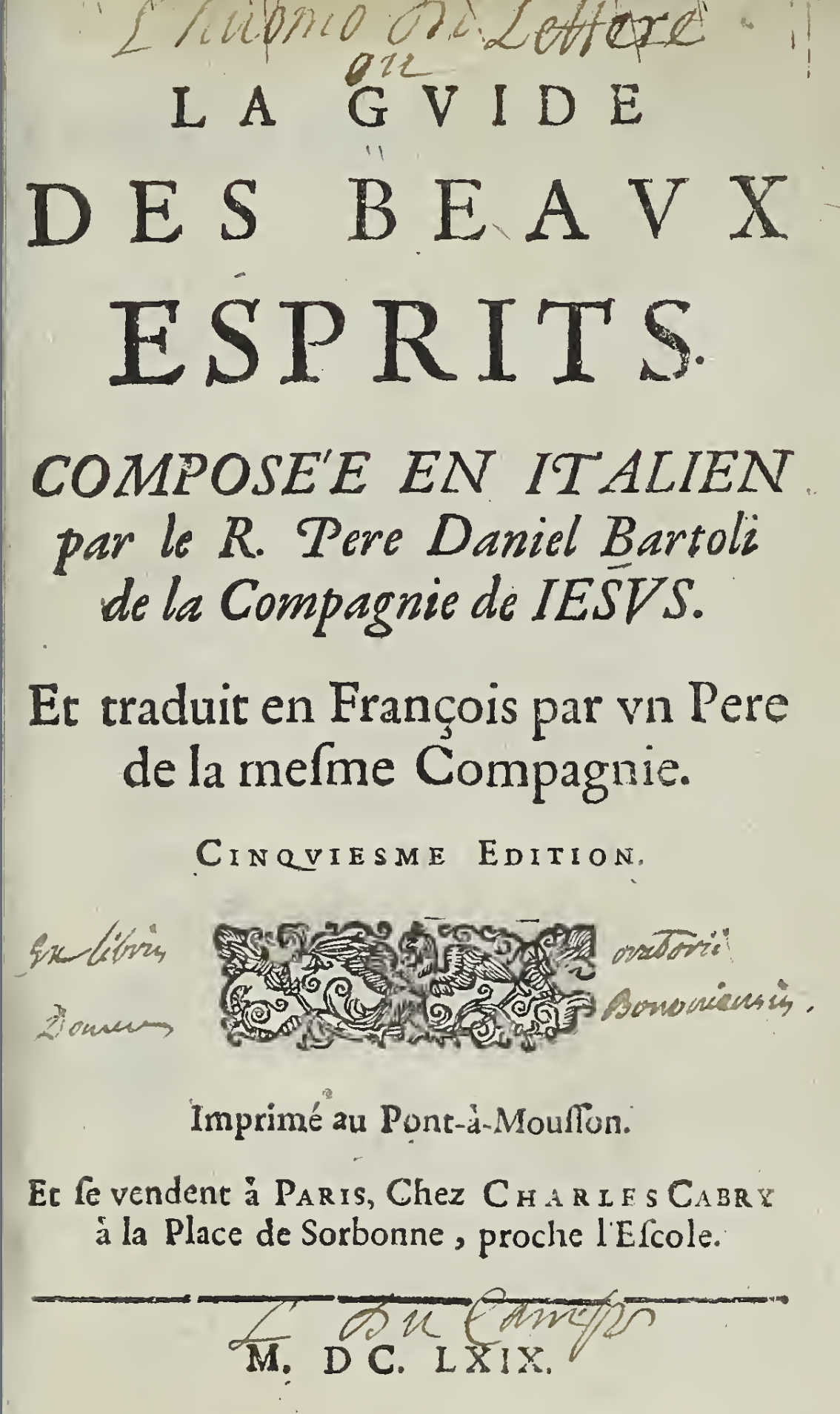
Pont à Mousson: editore del collegio, 1669

### In francese
Una traduzione del gesuita Thomas Le Blanc, dal titolo L'homme de lettres, apparve a Pont-à-Mousson nel 1651. Fu ristampata nel 1654 con il titolo più galante Le Guide des beaux esprits. La quinta edizione (1669) fu dedicata a Charles Le Jay, barone de Tilly. Una nuova traduzione (L'homme de lettres), opera del padre barnabita Timothée Hureau de Livoy, fu pubblicata a Parigi nel 1769. de Livoy erudito e lessicografo, fu anche traduttore di Denina e Muratori. La sua traduzione dell'Uomo di lettere di Bartoli fu pubblicata con un ricco apparato di note critiche (L'Homme de lettres, ouvrage traduit de l'italien augmenté de Notes historiques et critiques).

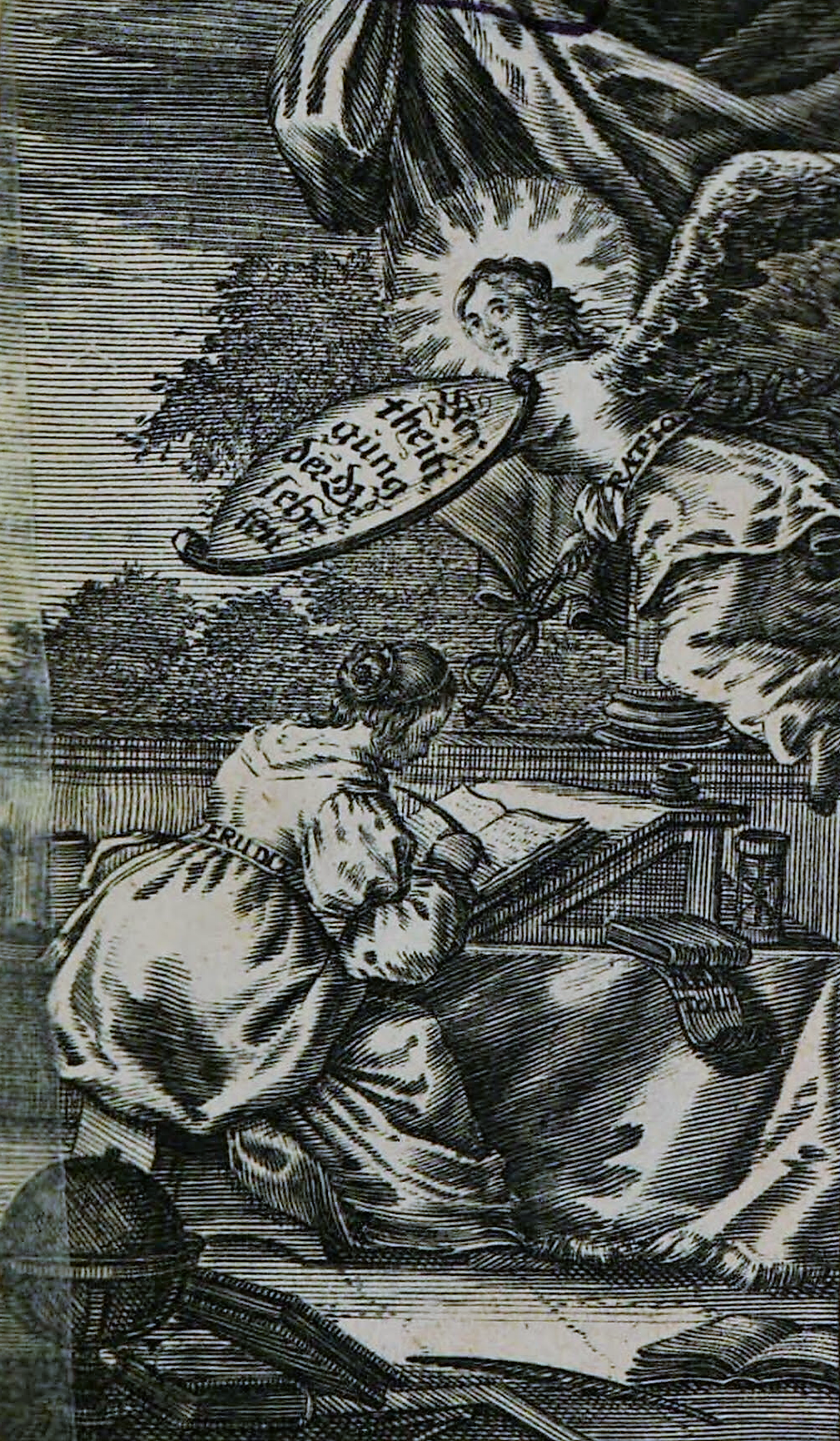
Norimberga: Michael Endter, 1654

### In tedesco
Una prima traduzione apparve a Norimberga nel 1654 (Vertheidigung der Kunstliebenden und Gelehrten anstandigere Sitten). Opera del conte Georg Adam von Kufstein (1605-1656), famoso esponente della Società dei Carpofori, omette il nome di Bartoli. Il testo è preceduto da una raccolta di 11 composizioni poetiche di altri membri della Società tra cui Georg Philipp Harsdörffer, Siegmund von Birken che supervisionò la preparazione del libro, Wolf Heimhardt von Hohberg, il bolognese Cambyse Bianchi del Piano, che collaborò con Kufstein alla traduzione, Johan Wilhelm von Stuhlenberg, Erasmus der Junger von Strahlemberg, Christoff Dietrick von Schallenberg, e il figlio di Harsdörffer, Carl Gottfried. Questi esercizi poetici introducono i temi del testo di Bartoli. Le numerose citazioni latine di Bartoli sono tradotte in tedesco. Alla fine del libro è riportato un indice dei soggetti e uno delle persone e infine un utile elenco delle autorità classiche con i numeri di pagina.

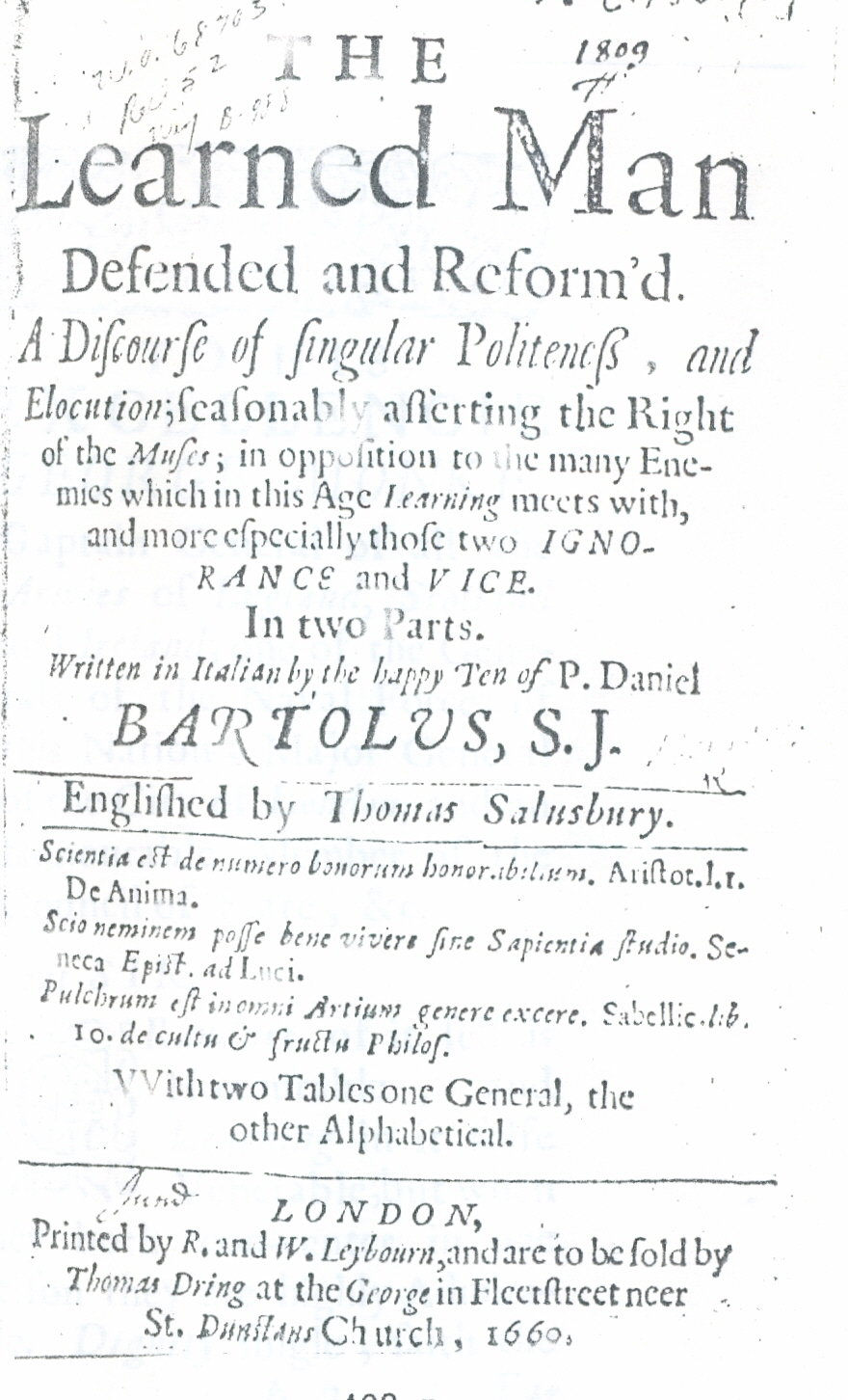
Londra: William Leybourn, 1660

### In inglese
Durante il protettorato di Cromwell negli anni '50 del '600 molti notabili inglesi, come Sir Kenelm Digby, che gravitavano a Roma, furono affascinati da L'huomo di lettere di Bartoli. Si dice che Digby stesso ne abbia realizzata una traduzione, che non venne mai stampata, sebbene sia menzionata nell'introduzione della traduzione di Thomas Salusbury pubblicata l'anno del ritorno di Carlo II. L'edizione londinese del 1660 celebra la Restaurazione degli Stuart con lettere di dedica a due dei suoi protagonisti, George Monck e William Prynne. Conoscitore dell'Italia e ammiratore di Bartoli, Thomas Salusbury (1662 ca.-1666) era legato alla famosa famiglia anglo-gallese Salusbury, il cui stemma è inciso sul frontespizio di The Learned Man. Alcuni hanno attribuito questa traduzione al gesuita inglese Thomas Plowden. Salusbury tradusse dall'italiano anche importanti opere scientifiche di Galileo e dei suoi contemporanei (Mathematical Collections and Translations, 1661). Il frontespizio di The Learned Man afferma che l'opera è stata scritta dalla "felice penna" del p. Daniel Bartolus, S.J. Il libro è stato stampato dal matematico e geometra William Leybourn e distribuito da Thomas Dring, un importante libraio londinese.

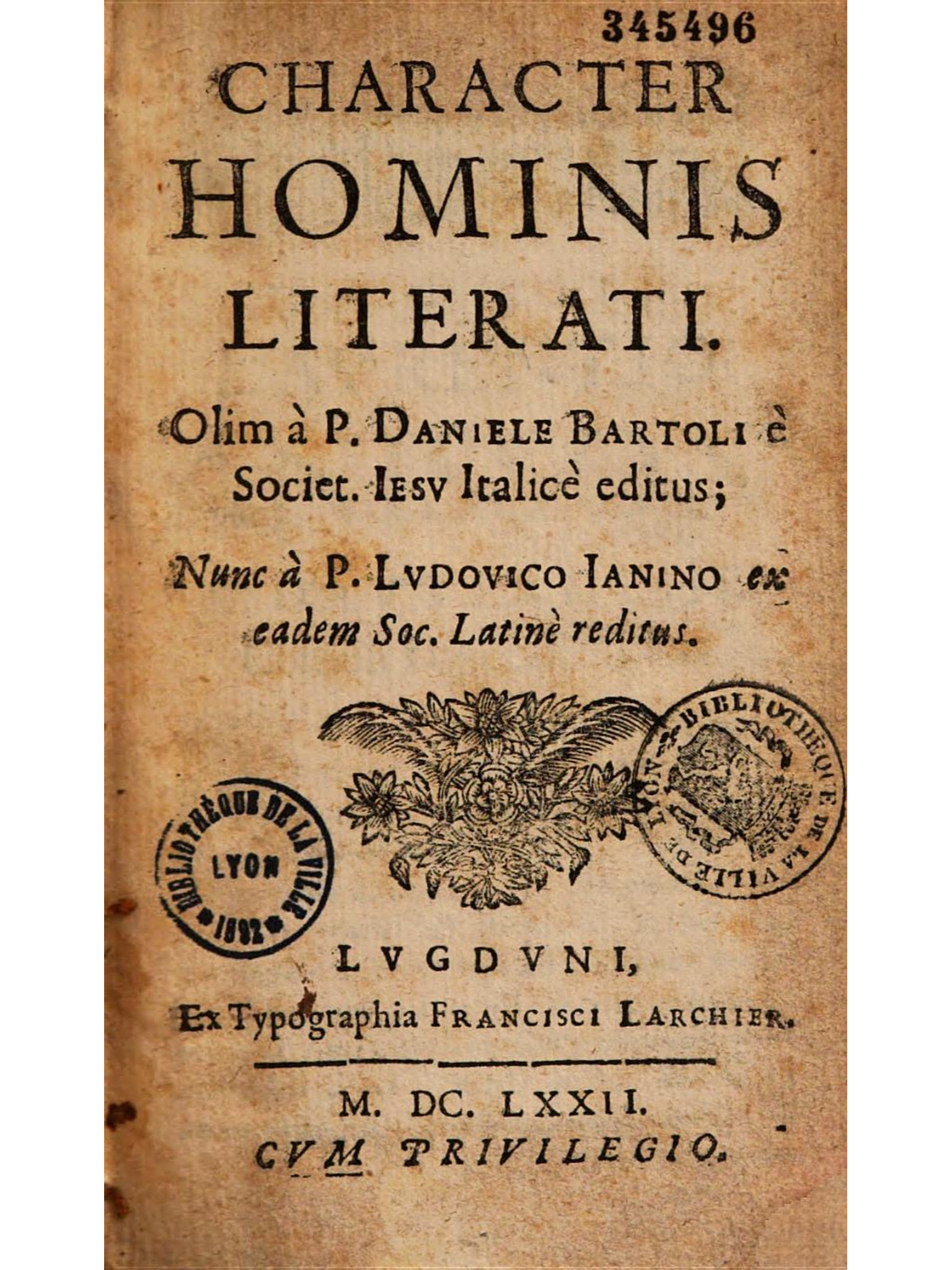
Lione: Francois Larchier, 1672

### In latino
Il gesuita Louis Janin, che tradusse l'Istoria della Compagnia di Gesù di Bartoli in latino, è anche l'autore della traduzione de L'huomo di lettere. Dapprima stampata a Lione nel 1672, con il titolo Character Hominis Literati, la versione latina del trattato fu ristampata a Colonia nel 1674 come manuale scolastico: "opusculum docentibus aeque ac discentibus utile ac necessarium." Nel 1704 questa traduzione latina fu parzialmente ristampata dalla Facoltà di Teologia dei Gesuiti dell'Università di Breslavia, recentemente fondata da Leopoldo I, imperatore del Sacro Romano Impero. Una seconda traduzione latina (per il pubblico tedesco) fu realizzata da Georg Hoffmann (1648-1719), pastore luterano al servizio di Federico I, con il titolo Homo literatus defensus et emendatus. La traduzione fu stampata a Francoforte sull'Oder nel 1693 da Jeremias Schrey.

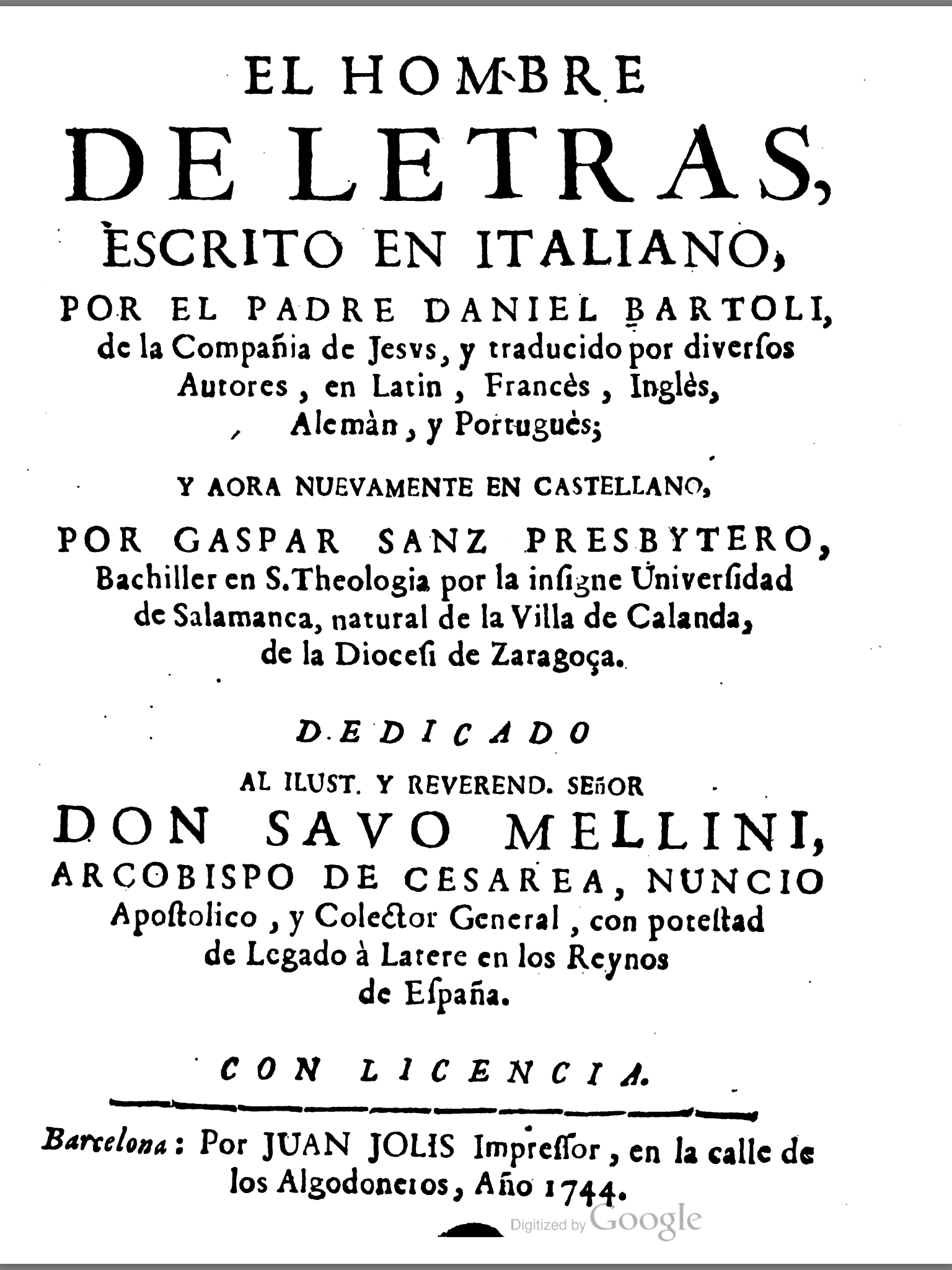
Barcelona: Por Juan Jolis, 1744

### In spagnolo
Una traduzione spagnola (El Hombre de Letras) apparve a Madrid nel 1678, opera del sacerdote e musicista Gaspar Sanz (1640-1710). Sanz lesse il famoso trattato di Bartoli quando studiava musica in Italia. Sanz fornisce la traduzione in castigliano delle estese citazioni latine nel testo e cita i testi originali a margine.
La traduzione fu ristampata a Barcellona da Juan Jolis nel 1744. Fu stampata di nuovo a Madrid in una bella edizione del 1786.

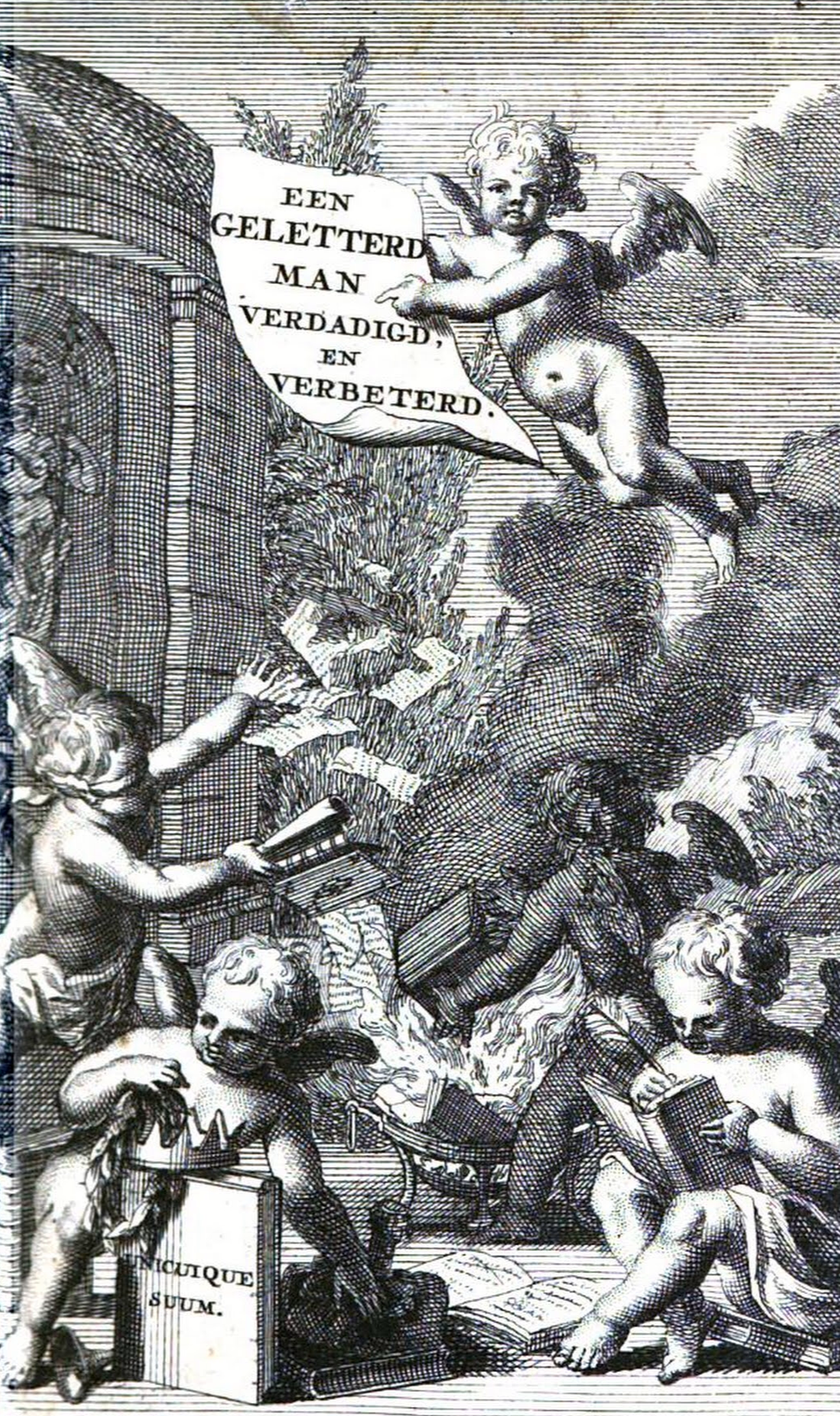
Amsterdam: Hendrik Bosch, 1722

### In olandese
Negli ultimi anni della sua vita il medico Lambert Bidloo (1638-1724), figura di spicco della Chiesa mennonita nei Paesi Bassi, fratello di Govard Bidloo e padre di Nicolaas Bidloo, iniziò una traduzione del libro in lingua olandese (Een Geletterd Man Verdadigd en Verbeterd). Il frontespizio indica Hendrik Bosch di Amsterdam come stampatore ed è seguito da una dedica alla figlia di Bidloo, Maria, sua "bibliothecaria". Nella prefazione del traduttore Bidloo afferma di essere venuto a conoscenza del lavoro di Bartoli attraverso Luigi Bevilacqua, il nunzio apostolico che negoziava il Trattato di Nimega nel 1678. Il testo è introdotto da diversi poemi elogiativi di celebri letterati contemporanei, Pieter Langendijk, Jan van Hoogstraten. Matthaeus Brouwerius van Niedek e Gijbert Tysens.

## Principali edizioni
- Daniello Bartoli, Dell'huomo di lettere difeso et emendato parti due. Del p. Daniello Bartoli della Compagnia di Giesù, 1ª ed., Roma, per gli heredi di Francesco Corbelletti, 1645.
- Daniello Bartoli, Dell'huomo di lettere difeso et emendato parti due. Del p. Daniello Bartoli della Compagnia di Giesù, Venezia, per Giunti, e Baba, 1648.
- Daniello Bartoli, Delle opere del padre Daniello Bartoli della Compagnia di Gesù: Uomo di lettere e povertà contenta, Torino, Marietti Editore, 1834.